# 심방
심방(라틴어: ātrium; 복수형: atria)은 심장의 두 개의 상부 방 중 하나로, 순환계로부터 혈액을 받는다. 심방의 혈액은 방실승모 및 삼첨심장판막을 통해 심실로 펌프질된다.
인간의 심장에는 두 개의 심방이 있다. 좌심방은 폐순환으로부터 혈액을 받고, 우심방은 체순환의 대정맥으로부터 혈액을 받는다. 심장주기 동안 심방은 확장기에 이완하면서 혈액을 받은 다음, 수축기에 수축하여 혈액을 심실로 보낸다. 각 심방은 대략 입방체 모양이지만, 이전에 심이(auricle)라고 불렸던 귓바퀴 모양의 돌출부인 심방 부속기가 있다. 폐쇄순환계를 가진 모든 동물은 적어도 하나의 심방을 가지고 있다.
심방은 이전에 '심이'(auricle)라고 불렸다. 이 용어는 연체동물과 같은 일부 다른 동물에서 이 방을 묘사하는 데 여전히 사용된다. 현대 용어에서 심이는 더 두꺼운 근육 벽을 가진다는 점에서 구별된다.

## 구조

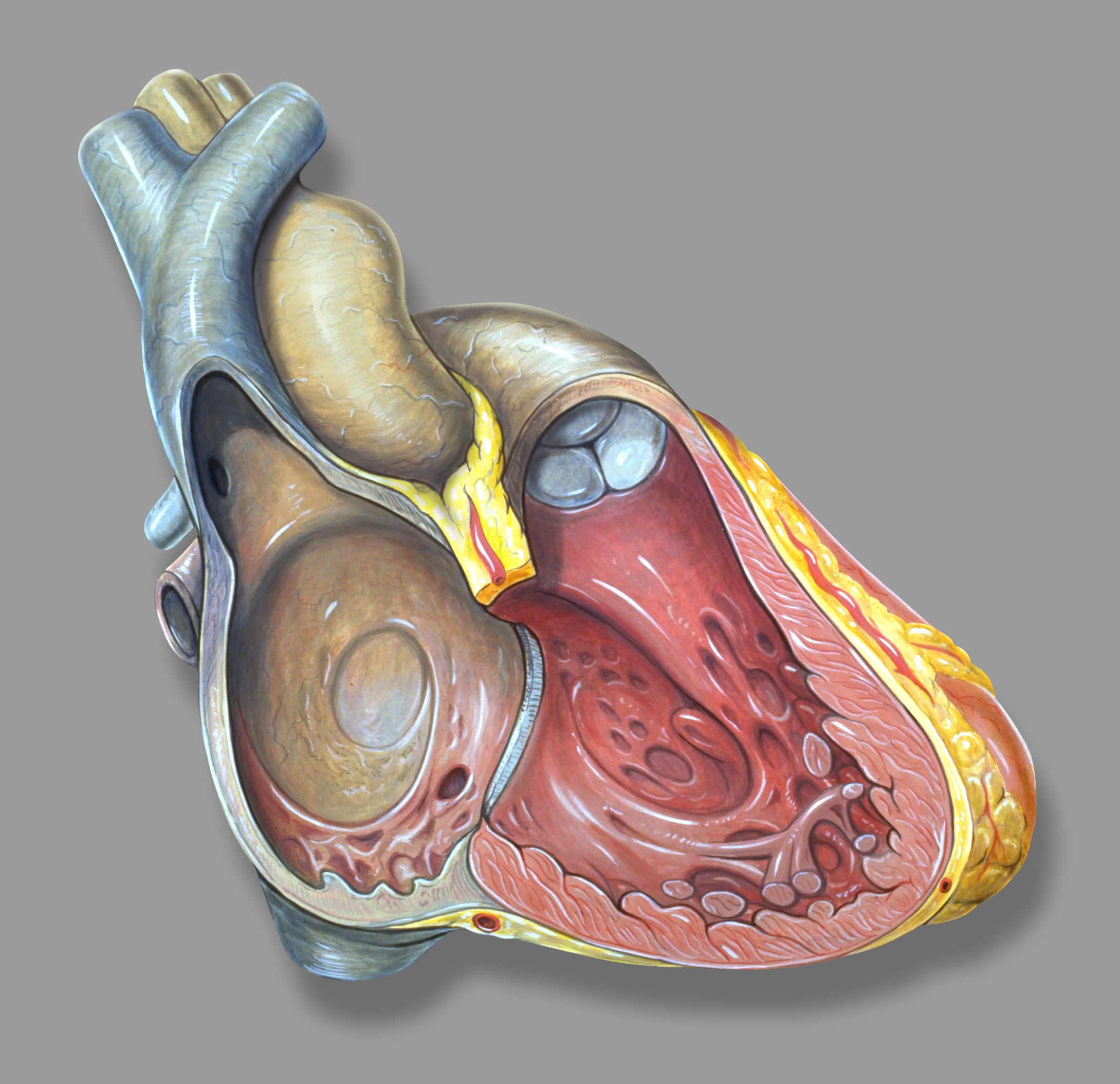
오른쪽 심장 해부학, 그림 오른쪽에 보이는 우심실

인간은 우심방과 좌심방, 우심실과 좌심실로 구성된 4심장 심장을 가지고 있다. 심방은 두 개의 아래 심실로 혈액을 펌프질하는 두 개의 상부 방이다.
우심방과 우심실은 흔히 함께 오른심장이라고 불리며, 좌심방과 좌심실은 왼심장이라고 불린다. 심방은 유입구에 판막이 없으므로, 정맥 박동은 정상이며 목정맥압으로 목정맥에서 감지할 수 있다.
내부에는 거친 빗살근과 심방 내부와 정맥굴 (발생학)에서 파생된 우심방의 매끄러운 벽 부분인 정맥동을 구분하는 빌헬름 히스 주니어의 분계능선이 있다. 정맥동은 정맥굴의 성인 잔재이며 대정맥과 심장정맥동굴의 개구부를 둘러싸고 있다. 각 심방에는 심방 부속기가 붙어 있다.

### 우심방
우심방은 위대정맥, 아래대정맥, 앞심장정맥, 가장작은심장정맥 및 심장정맥동굴로부터 산소 공급이 안 된 혈액을 받아 보유하며, 이 혈액을 삼첨판을 통해 우심실로 보낸다. 우심실은 다시 이 혈액을 허파동맥으로 보내 폐순환을 시킨다.

#### 우심방 부속물
우심방 부속물(라틴어: auricula atrii dextra)은 우심방의 앞쪽 위 표면에 위치한다. 앞에서 보면 우심방 부속물은 쐐기 모양 또는 삼각형으로 나타난다. 그 기저부는 위대정맥을 둘러싸고 있다. 우심방 부속물은 우심방의 주머니 모양 확장이며 빗살근의 소주 네트워크로 덮여 있다. 심방중격은 우심방을 좌심방과 분리하며, 이는 우심방의 함몰부인 타원오목으로 표시된다. 심방은 탈분극에 의해 칼슘으로 탈분극된다.

### 좌심방
좌심방은 좌우 폐정맥으로부터 산소화된 혈액을 받아 승모판(좌심방실판막)을 통해 좌심실로 펌프질하여 대동맥을 통해 체순환을 위해 펌프질한다.

#### 좌심방 부속물

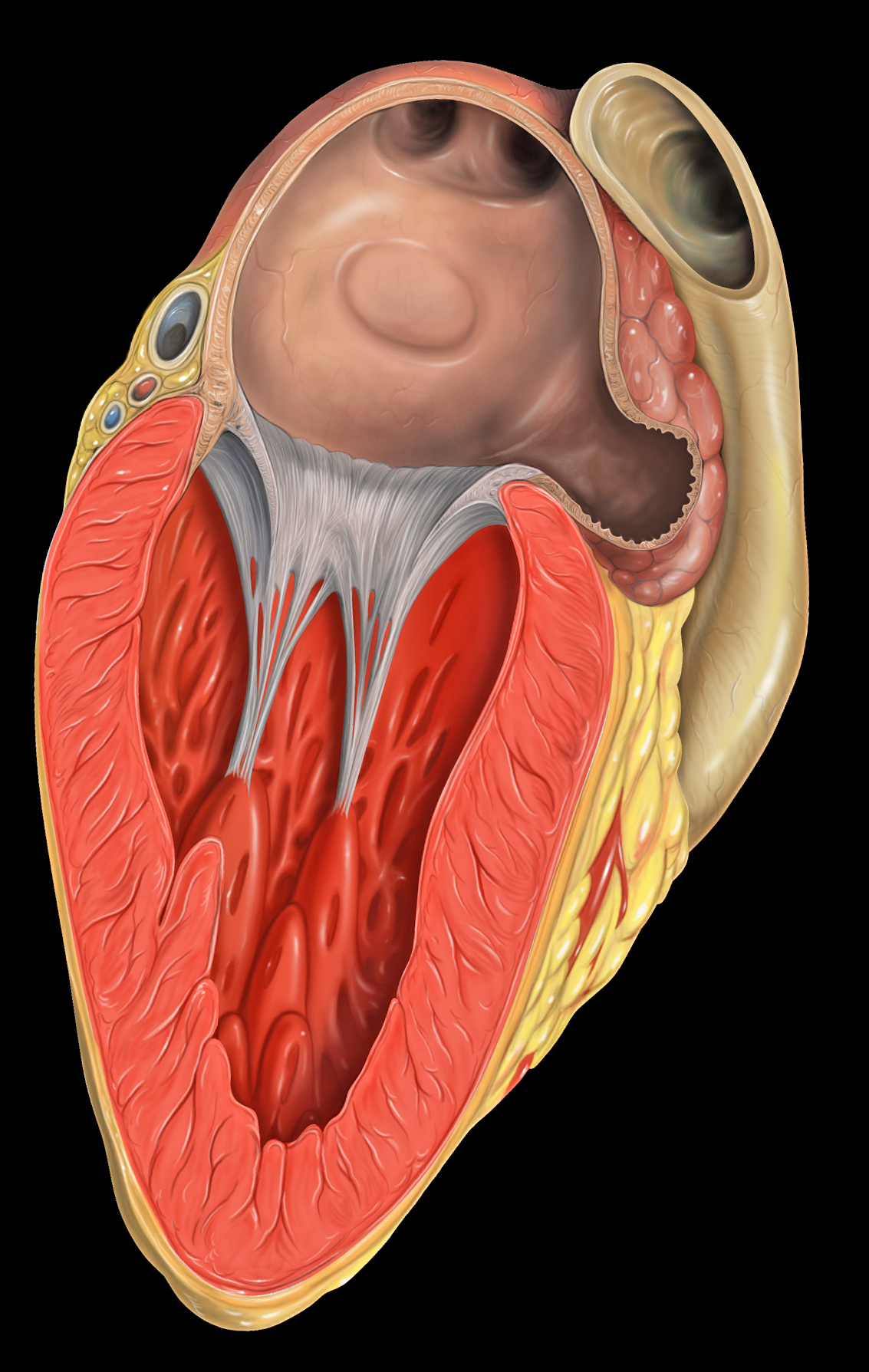
오른쪽 위에 보이는 좌심방 부속물

좌심방의 위쪽 부분에는 근육질의 귓바퀴 모양 주머니인 좌심방 부속물(LAA)(라틴어: auricula atrii sinistra)이 있는데, 이는 관형의 잔근육 구조를 가지고 있다. 컴퓨터단층촬영에서 보이는 LAA 해부학은 다음 네 가지 그룹 중 하나로 특징지어진다: 닭 날개형 (48%), 선인장형 (30%), 풍향계형 (19%), 꽃양배추형 (3%). 꽃양배추형은 색전증과 가장 자주 연관된 형태이다. LAA는 "좌심실 수축기 및 좌심방압이 높은 다른 기간 동안 감압실 역할을 하는 것"으로 보인다. 또한 나트륨이뇨펩타이드, 즉 심방 나트륨이뇨 펩타이드(ANP)와 뇌 나트륨이뇨 펩타이드 32(BNP)를 심장정맥동굴로 분비하여 혈액 순환에 들어가게 함으로써 혈관 내 부피를 조절한다.
좌심방 부속물은 표준 후전 X-레이에서 볼 수 있으며, 이 때 좌측 문부의 하단이 오목해진다. 또한 경식도심초음파를 사용하여 명확하게 볼 수 있다. 좌심방 부속물은 승모판 수술의 접근 경로로 사용될 수 있다.
좌심방 부속물 본체는 좌심방 앞쪽에 있고 좌측 폐정맥과 평행하다. 좌측 폐동맥은 뒤쪽 위로 지나가며 가로동굴에 의해 심방 부속물과 분리된다. 심방세동에서, 좌심방 부속물은 수축하지 않고 섬유화되어 혈액 정체를 유발하여 혈전 형성 경향을 높인다. 결과적으로 뇌졸중 위험 때문에 외과 의사는 개심 수술 중에 좌심방 부속물 폐색 시술을 사용하여 부속물 내의 향후 혈전 형성을 방지하도록 선택할 수 있다.

### 전도 시스템
굴심방결절(SA node)은 우심방 후방, 위대정맥 옆에 위치한다. 이는 자발적으로 탈분극하여 활동 전위를 생성하는 심장 박동조율세포 그룹이다. 그 후 심장 활동전위는 두 심방 전체에 퍼져 심방이 수축하게 하고, 그 안에 있는 혈액을 해당 심실로 밀어 넣는다.
방실결절(AV node)은 심장 전기 전도계의 또 다른 결절이다. 이것은 심방과 심실 사이에 위치한다.

### 혈액 공급
좌심방은 주로 왼관상동맥 휘돌이가지와 그 작은 가지들로부터 혈액을 공급받는다.
좌심방 빗정맥은 부분적으로 정맥 배수에 기여한다. 이는 배아의 왼쪽 위대정맥에서 파생된다.

### 발달
인간 배아 발생 동안 약 2주쯤에 하나의 방으로 원시 심방이 형성되기 시작하며, 다음 2주에 걸쳐 원시중격에 의해 좌심방과 우심방으로 나뉜다. 심방중격은 우심방에 타원구멍이라는 구멍이 있어 좌심방에 접근할 수 있게 한다. 이것은 두 방을 연결하며, 태아 혈액 순환에 필수적이다. 출생 시, 첫 숨을 쉴 때 태아 혈류는 폐를 통과하도록 역전된다. 타원구멍은 더 이상 필요 없어져 닫히면서 심방 벽에 함몰부(타원오목)를 남긴다.
일부 경우, 타원구멍이 닫히지 않는다. 이 이상은 일반 인구의 약 25%에서 나타난다. 이것은 개방형 타원구멍이라고 알려져 있으며, 심방중격결손증이다. 이는 대부분 문제가 없지만, 역설적 색전형성 및 뇌졸중과 연관될 수 있다.
태아의 우심방 내에서 아래대정맥과 위대정맥의 혈액은 별개의 흐름으로 심장의 다른 위치로 흐른다. 이는 코안다 효과를 통해 발생하는 것으로 보고되었다.

## 기능
인간 생리에서 심방은 주로 심실 수축 동안 심장으로의 방해받지 않는 정맥 혈류를 허용함으로써 순환을 촉진한다. 부분적으로 비어 있고 팽창할 수 있는 심방은 정맥이 심장의 유입 판막에서 끝나는 경우 심실 수축 동안 발생할 정맥 혈류의 중단을 방지한다. 정상적인 생리 상태에서 심장의 박출량은 박동성이고, 심장으로의 정맥 유입은 지속적이며 비박동성이다. 그러나 기능하는 심방이 없으면 정맥 혈류는 박동성이 되고 전체 순환 속도는 상당히 감소한다.
심방은 지속적인 정맥 혈류를 촉진하는 네 가지 필수적인 특징을 가지고 있다. (1) 심방 수축 동안 혈류를 방해하는 심방 유입 판막이 없다. (2) 심방 수축은 불완전하여 정맥에서 심방을 거쳐 심실로의 흐름을 막을 정도로 수축하지 않는다. 심방 수축 동안 혈액은 심방에서 심실로 비워질 뿐만 아니라, 정맥에서 심방을 거쳐 심실로 계속해서 흐른다. (3) 심방 수축은 수축력이 정맥 흐름을 방해할 정도의 상당한 역압을 가하지 않도록 충분히 부드러워야 한다. (4) 심방의 "이완"은 심실 수축 시작 전에 이완되도록 타이밍이 맞춰져야 하며, 방해 없이 정맥 흐름을 받아들일 수 있어야 한다.
각 심실 수축 시 발생할 수 있는 중단된 정맥 혈류의 관성을 방지함으로써 심방은 그렇지 않은 경우보다 약 75% 더 많은 심박출량을 허용한다. 심방 수축이 다음 심실 박출량의 15%에 불과하다는 사실 때문에 심실을 펌프질하는 역할(소위 "심방 킥")에 지나치게 강조되었지만, 심방의 핵심 이점은 순환 관성을 방지하고 심장으로의 지속적인 정맥 혈류를 허용하는 데 있다.
혈류 유지에 중요한 또 다른 요소는 심방 용적 수용기의 존재이다. 이들은 심방에 있는 저압 압력 수용기로, 심방 압력의 감소(혈액량 감소를 나타냄)가 감지되면 시상하부로 신호를 보낸다. 이는 바소프레신의 방출을 유발한다.

## 질환

### 심방중격결손증
성인의 경우 심방중격결손증은 혈액이 반대 방향으로 흐르는 결과를 초래한다. 즉, 좌심방에서 우심방으로 흐르는데, 이는 심박출량을 감소시켜 잠재적으로 심부전을 유발하고, 심각하거나 치료하지 않은 경우에는 심정지 및 돌연사를 초래할 수 있다.

### 좌심방 부속물 혈전증

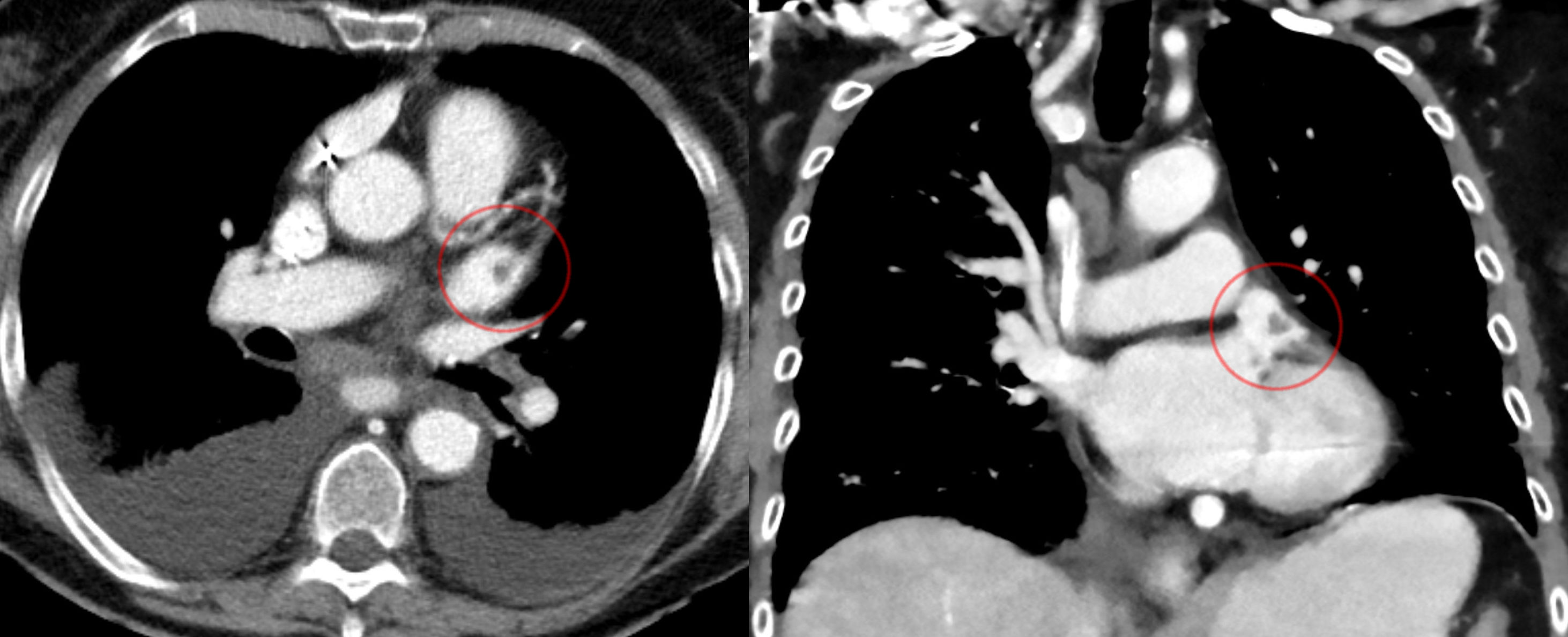
좌심방 부속물 내 혈전이 보이는 흉부 컴퓨터단층촬영 (왼쪽: 축면, 오른쪽: 관상면)

심방세동, 승모판 질환 및 기타 질환이 있는 환자의 경우 혈전이 좌심방 부속물에 형성되는 경향이 있다. 혈전이 떨어져 나가면(색전이 형성됨) 허혈성 손상을 초래할 수 있으며, 이는 뇌, 신장 또는 체순환에 의해 공급되는 다른 장기에 영향을 미칠 수 있다.
조절 불가능한 심방세동 환자의 경우, 향후 부속물 내 혈전 형성을 방지하기 위해 개심 수술 시 좌심방 부속물 폐색을 시행할 수 있다.

### 기능적 이상
- 볼프 파킨슨 화이트 증후군
- 심방세동
- 심방조동
- 심방빈맥
- 굴빈맥
- 다소성 심방빈맥 – 여러 유형
- 심방조기수축

## 다른 동물
포유류를 포함한 다른 많은 동물들도 유사한 기능을 하는 4심장 심장을 가지고 있다. 일부 동물(양서류 및 파충류)은 3심장 심장을 가지고 있는데, 이 경우 각 심방의 혈액이 단일 심실에서 혼합된 후 대동맥으로 펌프질된다. 이들 동물에서 좌심방은 여전히 폐정맥으로부터 혈액을 모으는 역할을 한다.
대부분의 물고기에서 순환계는 매우 단순하다. 하나의 심방과 하나의 심실을 포함하는 2심장 심장이다. 상어의 경우 심장은 직렬로 배열된 네 부분으로 구성되어 있다. 혈액은 가장 후방 부분인 정맥동으로 흐른 다음 심방으로 이동하여 세 번째 부분인 심실로 보낸 후 원추 동맥에 도달하며, 이 동맥은 다시 복부 대동맥에 연결된다. 이것은 원시적인 배열로 간주되며, 많은 척추동물은 정맥동과 심방을, 원추 동맥과 심실을 통합했다.
폐의 출현과 함께 심방은 중격에 의해 두 부분으로 나뉘었다. 개구리목에서는 산소화된 혈액과 산소 공급이 안 된 혈액이 심실에서 혼합된 후 신체 장기로 펌프질된다. 거북에서는 심실이 중격에 의해 거의 완전히 나뉘지만, 혈액이 혼합되는 개구부가 남아 있다. 새, 포유류 및 일부 다른 파충류(특히 악어)에서는 두 방의 분할이 완료되었다.